# Cunobelino
Cunobelino (Cunobelinus, Kynobellinus, Cunobelin, Κυνοβελλίνος en griego; finales del siglo I a. C.-40 d. C.) fue rey de la tribu de los catuvellauni en los tiempos previos a la conquista romana de Britania.
Es mencionado por los historiadores clásicos Suetonio, quien lo llama "Rex Britannorum" ("rey de los británicos"), y Dión Casio. Se conservan numerosas monedas con su nombre grabado. También aparece en las leyendas británicas como Cynfelyn, Kymbelinus o Cymbeline (Cimbelino, inspiración y nombre de una obra de teatro de William Shakespeare). Su nombre significaría "el perro del dios Belenus".

## Historia

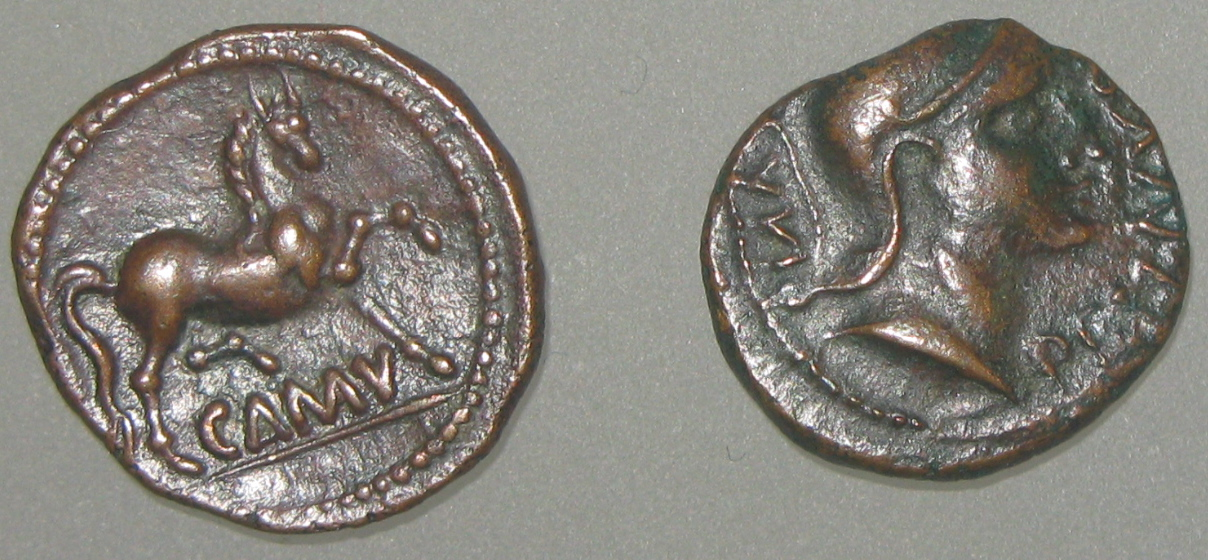
Monedas de bronce de Cunobelino encontradas en el Támesis.

Según se infiere de las pruebas numismáticas, Cunobelino habría tomado el poder en torno al 9  a. C., fecha de acuñación de monedas en Camulodunum (capital de los Trinovantes) y Verulamium (capital de los Catuvellauni). 
Algunas de las monedas encontradas en Verulamium registran que era hijo de Tasciovanus, anterior rey de los Catuvellauni.
Probablemente aprovechando la desastrosa derrota romana a manos de los germanos en la Batalla del bosque de Teutoburgo en el 9  d. C., Cunobelino atacó exitosamente a sus vecinos los trinovantes, pueblo aliado de los romanos según un tratado acordado por Julio César en su invasión del 54, motivo por el cual, las primeras monedas acuñadas que se conservan son, sin embargo, de Camulodunum, e incluyen una palma o corona de laurel (motivo tomado de los romanos que indica una victoria militar). 
Roma aceptó el hecho consumado y en adelante Cunobelino mantuvo una política decididamente prorromana, incrementando el intercambio comercial con el continente. En efecto, los hallazgos arqueológicos muestran un aumento significativo de los bienes de lujo importados del imperio, entre ellos vino y vasos de vidrio de Italia, aceite de oliva y salsas de pescado de Hispania, cristalería, joyería y vajilla de Galia, etc., los cuales, teniendo en cuenta su distribución, parecen haber entrado en Gran Bretaña a través del puerto de Camulodunum. Estrabón deja también constancia del lucrativo comercio de Roma con Gran Bretaña: las exportaciones de la isla incluyen grano, oro, plata, hierro, pieles, esclavos y perros de caza.
Cunobelino utilizó el título REX ("rey") y motivos romanos clásicos en sus monedas. Fue probablemente uno de los reyes británicos que, de acuerdo a Estrabón, envió embajadas a Augusto. 
Tuvo tres hijos, Adminius, Togodumno y Carataco, y un hermano, Epaticcus. Este último adquirió gran influencia en el territorio de los Atrébates a principios de los años 20, tomando su capital Calleva (Silchester) alrededor del 25, y continuó expandiendo su territorio hasta su muerte en el 35, tras la que los Atrébates pudieron recuperar parte de su tierra mientras que su sobrino Carataco se hizo cargo del resto. 
Tanto su hermano Epaticcus como sus hijos Togodumno y Carataco se acercaron al sector druida, profundamente antirromano, mientras que Adminius, quien tenía el control de Kent, permanecía como fiel aliado de Roma. Cuando declinó el poder del rey, ya enfermo, se inclinó la balanza y Cunobelino cedió y decidió desterrar a Adminius, quien buscó refugio y apoyo en Roma, gobernada entonces por Calígula. El emperador dispuso entonces una invasión de Gran Bretaña, la cual se convirtió en una farsa cuando, frente al canal de la Mancha, imposibilitado de cruzar por el mal tiempo, ordenó a sus soldados atacar a las olas y recoger conchas marinas como botín de la victoria sobre Neptuno.
Carataco completó la conquista del país de los atrébates, lo que forzó a su rey Verica a huir a Roma, lo que dio un pretexto al nuevo emperador, Claudio, a poner en marcha su propia y efectiva invasión en el 43  d. C.
Cunobelino murió en momentos en que el ejército invasor al mando de Aulo Plaucio iniciaba la campaña, puede que por encontrarse enfermo o a manos del partido druida. La resistencia fue asumida por sus hijos, Togodumno y Carataco. 
Es posible, sobre la base de pruebas epigráficos, que Salustio Lúculo, gobernador romano de Britania a fines del siglo I, fuera su nieto
| Predecesor: Tasciovanus | Cunobelino Rey de los catuvellauni | Sucesor: Togodumno |